# Ormonde Goldie
William Ormonde Fraser Goldie, född den 15 september 1926 i Grantown-on-Spey, Skottland, död den 15 november 2017 i Stockholm, var en svensk advokat. Han var bror till Ian Goldie.
Goldie avlade studentexamen i Göteborg 1946 och juris kandidatexamen vid Lunds universitet 1953. Han genomförde tingstjänstgöring i Vättle, Ale och Kullings domsaga 1954–1956 och blev fiskal i Hovrätten för Västra Sverige 1957. Goldie var biträdande jurist i Advokatfirman Lagerlöf i Stockholm 1958–1959, i Arthur Boström och Sten Levinson advokatbyrå 1960–1965, delägare där från 1965 och senare innehavare av Ormonde Goldie advokatbyrå. Han blev ledamot av Sveriges advokatsamfund 1963. Goldie var styrelseledamot i flera bolag.